# Рысь (сторожевой корабль)
Рысь — сторожевой корабль проекта 50 Черноморского флота ВМФ СССР. Бортовые номера — 890, 819, 838.

## Служба
Сторожевой корабль «Рысь» проекта 50 был зачислен в списки кораблей ВМФ 7.12.1951 года и 22.04.1952 года был заложен на стапеле судостроительного завода № 445 им. 61 коммунара в Николаеве (заводской номер № 1122). Спущен на воду 31.12.1952 года. Вступил в строй 21.05.1954 года и 31.05.1954 года был включен в состав Черноморского флота.
1 декабря 1962 года был выведен из боевого состава, законсервирован и поставлен на отстой сначала в Очакове. С 31 января 1975 года в Донузлаве. С 29 января 1976 года в Поти.
18 января 1982 года был расконсервирован и вновь введен в строй.
19 апреля 1990 года исключен из состава ВМФ в связи со сдачей в ОФИ для разоружения, демонтажа и реализации. 1 августа 1990 года был расформирован и позже разделан на металл в Севастополе.

## Командиры
- 1959 — Жилин, Карл Иванович.

## Примечание
1. ↑  На флоте серии неофициально называлась «полтинники» или «зверьки». Поскольку серия была большой названия вскоре перешли на птиц, а часть кораблей остались номерными.
2. 1 2 3 4  Сторожевой корабль "Рысь". Черноморский флот - информационный ресурс (2024). Дата обращения: 19 ноября 2024. Архивировано 13 ноября 2024 года.